# Gullvalla naturreservat
Gullvalla är ett naturreservat sydost om byn Gullvalla i Sala kommun i Västmanlands län.
Området är naturskyddat sedan 1973 och är 1 hektar stort. Reservatet omfattar berget Boberget och består främst av hassel med mindre inslag av asp, lönn och en.